# Gérard Grignon
Pour les articles homonymes, voir Grignon.
Gérard Grignon, né le 16 avril 1943 à Saint-Pierre (Saint-Pierre-et-Miquelon), est un homme politique français. Il est membre du Conseil économique, social et environnemental de 2010 à 2015.

## Biographie

### Député (1986-2007)
Il est élu député en 1986 dans la circonscription de Saint-Pierre-et-Miquelon, puis réélu en 1988, 1993, 1997 et 2002. Il est défait lors du second tour de l'élection législative de 2007 par Annick Girardin.
Il est l'un des deux députés de droite à avoir soutenu puis voté en faveur du Pacs en 1999, au côté de Roselyne Bachelot.

### Affiliation partisane
Secrétaire départemental de l'UMP, il est également le fondateur du mouvement politique Archipel demain.

## Mandats
- 10/12/1986 - 14/05/1988 : Député
- 06/06/1988 - 01/04/1993 : Député
- 20/03/1989 - 05/01/1990 : Membre du conseil municipal de Saint-Pierre (Saint-Pierre-et-Miquelon)
- 02/04/1993 - 21/04/1997 : Député
- 01/04/1994 - 23/06/1996 : Président du conseil général de Saint-Pierre-et-Miquelon
- 23/06/1996 - 28/03/2000 : Membre du conseil général de Saint-Pierre-et-Miquelon
- 23/06/1996 - 06/07/1996 : Président du conseil général de Saint-Pierre-et-Miquelon
- 01/06/1997 - 18/06/2002 : Député
- 19/03/2000 - 24/03/2006 : Membre du conseil général de Saint-Pierre-et-Miquelon
- 19/06/2002 - 17/06/2007 : Député